# David Sesa
 Fc Bienne 2025 Entraîneur
David Sesa est un joueur de football suisse né le 10 juillet 1973 à Dielsdorf.

## Biographie

### En club
Il a joué avec le FC Zurich, Servette FC, l'US Lecce, Naples et Aarau, notamment.

### En sélection
36 sélections, 1 but en équipe de Suisse.

### Entraîneur
En 2012, il obtient son premier poste d'entraîneur au FC Wohlen, qu’il entraîne jusqu’en 2014, lorsqu’il est remplacé par Ciriaco Sforza.
En 2016, il rejoint le club R.S.C. Anderlecht en tant qu’assistant de René Weiler.